# Guidonia Montecelio 1937 Football Club 2025-2026
Questa voce raccoglie le informazioni riguardanti il  Guidonia Montecelio 1937 Football Club nelle competizioni ufficiali della stagione 2025-2026.

## Stagione
La stagione sportiva 2025-2026 è la prima annata professionistica per un club con sede a Guidonia. Rispetto all'anno scorso, l'allenatore Ciro Ginestra è stato confermato alla guida della prima squadra.

## Divise e sponsor
Il fornitore tecnico per la stagione 2025-2026 è Givova.
| Casa | Trasferta |

## Rosa
| N. |                    | Ruolo | Calciatore           |
| -- | ------------------ | ----- | -------------------- |
|    | Italia (bandiera)  | P     | Giovanni Stellato    |
| 2  | Italia (bandiera)  | D     | Stefano Esempio      |
| 8  | Italia (bandiera)  | C     | Andrea Errico        |
| 9  | Italia (bandiera)  | A     | Aimone Calì          |
|    | Italia (bandiera)  | C     | Simone Franchini     |
|    | Italia (bandiera)  | A     | Gabriele Bernardotto |
|    | Italia (bandiera)  | D     | Andrea Cristini      |
|    | Italia (bandiera)  | C     | Daniel Sannipoli     |
|    | Italia (bandiera)  | A     | Daniele Iacoponi     |
|    | Italia (bandiera)  | C     | Salvatore Santoro    |
|    | Italia (bandiera)  | P     | Gianluca Mazzi       |
|    | Italia (bandiera)  | D     | Davide Zappella      |
|    | Romania (bandiera) | D     | Robert Toma          |
| 17 | Italia (bandiera)  | D     | Francesco Stefanelli |

| N. |                   | Ruolo | Calciatore           |
| -- | ----------------- | ----- | -------------------- |
| 18 | Italia (bandiera) | C     | Serafino Calzone     |
|    | Italia (bandiera) | D     | Michele Picardi      |
| 21 | Italia (bandiera) | C     | Valerio Mastrantonio |
| 22 | Italia (bandiera) | P     | Emanuele Mastrangelo |
|    | Italia (bandiera) | C     | Francesco Ardizzone  |
|    | Italia (bandiera) | A     | Alessandro Falleni   |
|    | Italia (bandiera) | A     | Alessandro Rossi     |
| 30 | Italia (bandiera) | C     | Alessandro Spavone   |
|    | Italia (bandiera) | C     | Andrea Chiappini     |
|    | Italia (bandiera) | C     | Walter Coscia        |
|    | Italia (bandiera) | D     | Luca Pompilio        |
|    | Italia (bandiera) | A     | Diego Zuppel         |
|    | Italia (bandiera) | C     | Lorenzo Russo        |
|    | Italia (bandiera) | C     | Alessandro Malomo    |

## Statistiche

### Statistiche di squadra
| Competizione         | Punti | In casa | In casa | In casa | In casa | In casa | In casa | In trasferta | In trasferta | In trasferta | In trasferta | In trasferta | In trasferta | Totale | Totale | Totale | Totale | Totale | Totale | D.R. |
| Competizione         | Punti | G       | V       | N       | P       | Gf      | Gs      | G            | V            | N            | P            | Gf           | Gs           | G      | V      | N      | P      | Gf     | Gs     | D.R. |
| -------------------- | ----- | ------- | ------- | ------- | ------- | ------- | ------- | ------------ | ------------ | ------------ | ------------ | ------------ | ------------ | ------ | ------ | ------ | ------ | ------ | ------ | ---- |
| Serie C              | -     | -       | -       | -       | -       | -       | -       | -            | -            | -            | -            | -            | -            | -      | -      | -      | -      | -      | -      | -    |
| Coppa Italia Serie C | -     | -       | -       | -       | -       | -       | -       | -            | -            | -            | -            | -            | -            | -      | -      | -      | -      | -      | -      | -    |

### Andamento in campionato
| Giornata  | 1 | 2 | 3 | 4 | 5 | 6 | 7 | 8 | 9 | 10 | 11 | 12 | 13 | 14 | 15 | 16 | 17 | 18 | 19 | 20 | 21 | 22 | 23 | 24 | 25 | 26 | 27 | 28 | 29 | 30 | 31 | 32 | 33 | 34 |
| --------- | - | - | - | - | - | - | - | - | - | -- | -- | -- | -- | -- | -- | -- | -- | -- | -- | -- | -- | -- | -- | -- | -- | -- | -- | -- | -- | -- | -- | -- | -- | -- |
| Luogo     |   |   |   |   |   |   |   |   |   |    |    |    |    |    |    |    |    |    |    |    |    |    |    |    |    |    |    |    |    |    |    |    |    |    |
| Risultato |   |   |   |   |   |   |   |   |   |    |    |    |    |    |    |    |    |    |    |    |    |    |    |    |    |    |    |    |    |    |    |    |    |    |
| Posizione |   |   |   |   |   |   |   |   |   |    |    |    |    |    |    |    |    |    |    |    |    |    |    |    |    |    |    |    |    |    |    |    |    |    |

Legenda:

Luogo: C = Casa; T = Trasferta. Risultato: V = Vittoria; N = Pareggio; P = Sconfitta.

## Giovanili

### Organigramma
Per la stagione 2025-2026 il Guidonia Montecelio 1937 FC partecipa ai campionati Primavera 4, Under-17 Serie C e Under-15 Serie C. Di seguito l'organigramma del settore giovanile.
- Responsabile e Coordinatore Settore Giovanile: Giovanni Maglione

Primavera 4
- Allenatore: Tommaso Rocchi
- Assitente: Alessandro Iannuzzi
- Prepratore atletico: Alessandro Geraldi

#### Giovanili
Under 17 Serie C
- Allenatore: David Centioni

Under 15 Serie C
- Allenatore: Emanuele Cecchetti

### Piazzamenti

#### Primavera
- Campionato Primavera 4 2025-2026: